# Chanquete
Chanquete es un personaje de ficción de la serie de Televisión Española Verano azul (1981), interpretado por el actor Antonio Ferrandis.

## El personaje
Chanquete es un viejo pescador, ya retirado, al que le gusta tocar el acordeón y vivir en su barco La Dorada 1, un destartalado pesquero varado en lo alto de una cima en un pueblo indeterminado del Mediterráneo español (la serie, en realidad, se rodó en el término municipal de Nerja).
La apacible existencia del pescador se ve alterada el día en que unos adolescentes de vacaciones en la villa marinera, irrumpen en su vida y durante dos meses escuchan los sabios consejos del anciano ante los avatares cotidianos: desde el sexo hasta la violencia callejera, pasando por las relaciones entre padres e hijos.
Especialmente recordado es el episodio titulado No nos moverán, en que los jóvenes se solidarizan con el viejo Chanquete, al que quieren expropiar su barco-vivienda y al grito de No nos moverán (versionando una conocida canción de Joan Báez), se hacen fuertes en el barco para evitar su derribo.
En el penúltimo capítulo de la serie, el personaje fallece, con el consiguiente impacto sobre sus jóvenes amigos.

## Repercusión del personaje
El personaje de Chanquete se convirtió en un auténtico fenómeno sociológico en España. Ha sido considerado uno de los personajes más queridos de la televisión en dicho país. El episodio de su fallecimiento fue seguido por millones de españoles en una época en la que en el país había sólo dos cadenas de televisión siendo la segunda cadena (UHF) muy minoritaria, hasta al punto de «paralizar» el país y en su muerte la juventud de aquellos años encontró un ejemplo de la «fugacidad de la vida». La noticia fue incluso portada de periódicos y revistas en la época como si de un personaje real se tratara.
Pasados más de cuarenta años continúa en el imaginario colectivo el grito «Chanquete ha muerto» lanzado por Pancho, el personaje interpretado por José Luis Fernández.
El personaje marcó a Antonio Ferrandis tremendamente, tanto que él por un lado manifestaba cariño al personaje que le dio la popularidad pero por otro se quejaba del excesivo encasillamiento que supuso para él.

### En Nerja

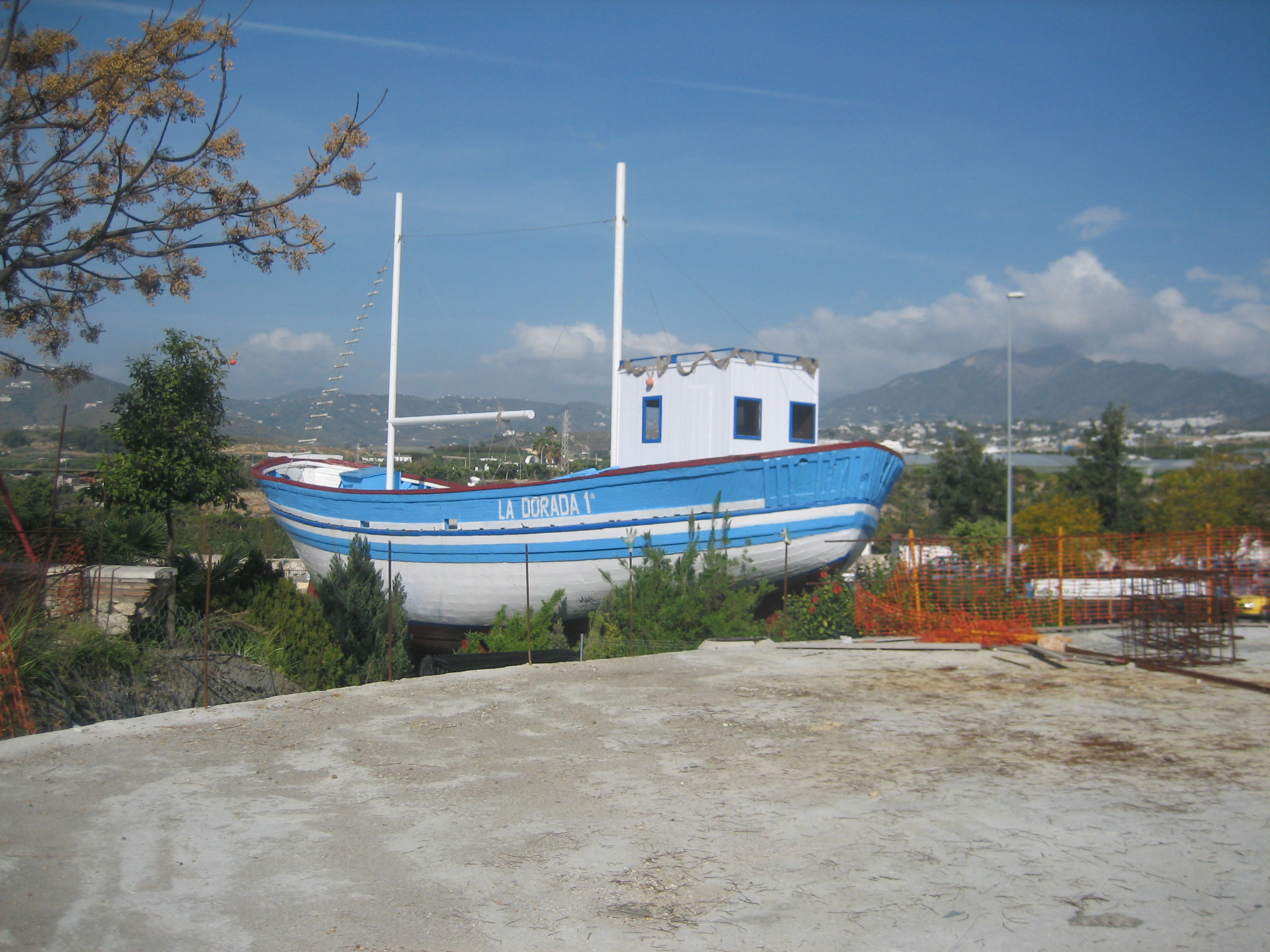
La Dorada, el barco de Chanquete en la localidad malagueña de Nerja.

Como dato anecdótico, todavía en 2018, una de las atracciones de la localidad de Nerja es la visita a La Dorada inspirada en el barco utilizado para el rodaje de la serie, el cual fue desmontado. En dicha localidad existe además una calle con el nombre de "Antonio Ferrandis. Chanquete".

### «Merchandising»
Como consecuencia de la serie, se hicieron camisetas, gorras, llaveros, con la imagen de Chanquete. También se publicó un cómic sobre la serie y, en 1982, Ferrandis grabó un LP titulado Qué bonito es navegar... con Chanquete.

## Identificación con el personaje
El personaje afianzó la carrera de Antonio Ferrandis, un actor que hasta el momento había desarrollado una extensa y muy variada labor en cine y televisión. Tras la serie, rodó para José Luis Garci, la película Volver a empezar, ganadora del premio Óscar a la mejor película en habla no inglesa. Todo parece indicar que gracias al personaje, Ferrandis ganó los premios Fotogramas de Plata y TP de Oro, lo cierto es que el actor siguió siendo recordado por este personaje hasta el momento de su muerte, acaecida 20 años después de rodar la serie.